# Frankie Ballard
Frank Robert Ballard IV (16 december 1982) is een Amerikaanse country zanger en gitarist. Hij heeft twee albums uitgebracht voor Reprise Records and Warner Bros. Er zijn acht singles van Frankie in de Hot Country Songs charts beland.